# Suiza en los Juegos Paralímpicos de Innsbruck 1988
Suiza estuvo representada en los Juegos Paralímpicos de Innsbruck 1988 por un total de 32 deportistas, 28 hombres y cuatro mujeres.

## Medallistas
El equipo paralímpico suizo obtuvo las siguientes medallas:
| Nombre                                    | Deporte        | Evento                                   |
| ----------------------------------------- | -------------- | ---------------------------------------- |
| Oro                                       |                |                                          |
| Francoise Jacquerod                       | Esquí alpino   | Eslalon LW10 femenino                    |
| Francoise Jacquerod                       | Esquí alpino   | Eslalon gigante LW10 femenino            |
| Paul Fournier                             | Esquí alpino   | Descenso LW4 masculino                   |
| Paul Fournier                             | Esquí alpino   | Eslalon LW4 masculino                    |
| Fritz Berger                              | Esquí alpino   | Descenso LW2 masculino                   |
| Christoph Andres                          | Esquí de fondo | 5 km distancia corta LW2 masculino       |
| Christoph Andres                          | Esquí de fondo | 10 km distancia larga LW2 masculino      |
| Heinz Frei                                | Esquí de fondo | 5 km distancia corta grado I masculino   |
| Plata                                     |                |                                          |
| Christoph Andres                          | Biatlón        | 7,5 km LW2 masculino                     |
| Jacques Blanc                             | Esquí alpino   | Eslalon LW10 masculino                   |
| Jacques Blanc                             | Esquí alpino   | Eslalon gigante LW10 masculino           |
| Hans Burn                                 | Esquí alpino   | Descenso LW4 masculino                   |
| Paul Neukomm                              | Esquí alpino   | Descenso LW6/8 masculino                 |
| Walter Widmer                             | Esquí de fondo | 10 km distancia larga grado II masculino |
| Heinz Frei Walter Baertschi Walter Widmer | Esquí de fondo | 3 × 2,5 km grado I-II masculino          |
| Bronce                                    |                |                                          |
| Beatrice Berthet                          | Esquí alpino   | Eslalon LW4 femenino                     |
| Beatrice Berthet                          | Esquí alpino   | Eslalon gigante LW4 femenino             |
| Hans Burn                                 | Esquí alpino   | Eslalon gigante LW4 masculino            |
| Paul Neukomm                              | Esquí alpino   | Eslalon gigante LW6/8 masculino          |
| Hermann Kollau                            | Esquí alpino   | Eslalon gigante LW10 masculino           |
| Monika Wälti                              | Esquí de fondo | 5 km distancia corta LW3/4/9 femenino    |
| Monika Wälti                              | Esquí de fondo | 10 km distancia larga LW3/4/9 femenino   |
| Heinz Frei                                | Esquí de fondo | 10 km distancia larga grado I masculino  |